# Maracajá
Maracajá é um município brasileiro do Estado de Santa Catarina. Localiza-se a uma latitude 28º50'48" sul e a uma longitude 49º27'10" oeste, estando a uma altitude de 30 metros. Sua população estimada em 2004 era de 6 902 habitantes.
Possui uma área de 70,651 km².

## Topônimo
O nome Maracajá  é oriundo da língua tupi (mbaraka'ya) e se refere a um tipo de felino selvagem nativo de América Central e América do Sul.

## História
A colonização de Maracajá deu-se a partir da construção da estrada de ferro Dona Tereza Cristina, em 1920, quando a região recebeu imigrantes açorianos e alemães.  Inicialmente recebeu o nome de Morretes. Posteriormente o nome foi trocado para Maracajá em virtude da existência de uma cidade com o mesmo nome no Paraná.  A primeira igreja (Imaculada Conceição) do município foi construída por iniciativa do frei Euzébio Ferretto, oriundo do Rio Grande do Sul. Este religioso exerceu grande influência no local, protagonizando o processo de emancipação do município, ocorrido em 1967.